# وازن
وازن هي بلدة في غرب ليبيا على الحدود مع تونس قرب الذهيبة. كانت مسرحاً لمعارك بين الثوار، وكتائب القذافي أثناء ثورة 17 فبراير عام 2011.
تقع مدينة وازن في نهاية سلسلة جبال نفوسة بالجزء الشمالي الغربي من  ليبيا ،و تبعد عن مدينة نالوت بمسافة 70 كم غرباً وعلى الحدود مع الشقيقة تونس وتبعد عن أول مدينة تونسية (ذهيبة) حوالي 4 كم فقط ، حيث تعتبر المنفذ الثاني لليبيا مع تونس ،تبعد عن مدينة طرابلس حوالي 330 كم تقريبا موقعها يربط بين السهل والجبل .

## أصل تسميتها
جاءت تسمية هذه المدينة بهذا الاسم بسبب موقعها الجغرافي المتزن بين ثلاث مدن وذلك عبر طريق القوافل قديماً وتعتبر محطة عبور لتلك القوافل أو نقطة تلاقي للقوافل ، هذه المدينة أو الواحة التي تشتهر بالنخيل تصل الفترة الزمنية للتنقل بينها وبين المدن الثلاثة (غدامس – طرابلس - قابس ) سبعة أيام وثمانية ليالي لذلك سميت بـ (وازن) لاتزانها 

## تاريخها
تكونت هذه مدينة وازن الحديثة عبر مرورها بثلاث نقلات تاريخية عبر الزمن ، من قصر وازن القديم المشيد في قمة الجبل حيث يرجع تاريخ إنشائه إلى 2700 الفاً وسبعمائة سنة الذي يعتبر الحصن المنيع ويحتوي على غرف التخزين والتبادل التجاري الذي يتم فيه والذي يناهز عمرها عن 600 سنة إلى النقلة التاريخية المعمارية الثانية والتي جاءت نتيجة الاستقرار التجاري آنذاك وهو ما يعرف بالدواميس إضافة إلى بيت الشعر التي عادةً ما يسهل نقلها من مكان لآخر ، إلى النقلة التاريخية النهائية التي عليها الآن من مساكن حديثة التي تكونت حديثا على قدم الجبل على امتداد سهولها .